# 2010-es Honda Grand Prix of St. Petersburg
A 2010-es Honda Grand Prix of St. Petersburg volt a 2010-es IZOD IndyCar Series szezon második futama. A versenyt március 28-án rendezték volna de a nagy esőzések és köd miatt március 29-én rendezték meg. A versenyt a halasztás miatt az ABC helyett az ESPN2 közvetítette.

## Rajtfelállás
| Rajtsor | Belső ív | Belső ív          | Külső ív | Külső ív            |
| ------- | -------- | ----------------- | -------- | ------------------- |
| 1       | 12       | Will Power        | 11       | Tony Kanaan         |
| 2       | 9        | Scott Dixon       | 22       | Justin Wilson       |
| 3       | 3        | Hélio Castroneves | 26       | Marco Andretti      |
| 4       | 37       | Ryan Hunter-Reay  | 77       | Alex Tagliani       |
| 5       | 8        | E.J. Viso         | 24       | Mike Conway         |
| 6       | 5        | Szató Takuma      | 06       | Hideki Mutoh        |
| 7       | 10       | Dario Franchitti  | 78       | Simona De Silvestro |
| 8       | 4        | Dan Wheldon       | 67       | Graham Rahal        |
| 9       | 14       | Vitor Meira       | 34       | Mario Romancini     |
| 10      | 6        | Ryan Briscoe      | 32       | Mario Moraes        |
| 11      | 7        | Danica Patrick    | 19       | Alex Lloyd          |
| 12      | 2        | Raphael Matos     | 18       | Milka Duno          |

### Verseny
| Pozíció | #  | Pilóta                  | Csapat                                    | Futott kör | Idő/Kiesés oka | Rajthely | Élen töltött körök száma | Pont |
| ------- | -- | ----------------------- | ----------------------------------------- | ---------- | -------------- | -------- | ------------------------ | ---- |
| 1.      | 12 | Will Power              | Team Penske                               | 100        | 2:07:05.7968   | 1        | 50                       | 53   |
| 2.      | 22 | Justin Wilson           | Dreyer & Reinbold Racing                  | 100        | +0.8244        | 4        | 0                        | 40   |
| 3.      | 6  | Ryan Briscoe            | Team Penske                               | 100        | +4.7290        | 19       | 9                        | 35   |
| 4.      | 3  | Hélio Castroneves       | Team Penske                               | 100        | +5.1699        | 5        | 0                        | 32   |
| 5.      | 10 | Dario Franchitti        | Chip Ganassi Racing                       | 100        | +22.2172       | 13       | 3                        | 30   |
| 6.      | 77 | Alex Tagliani           | FAZZT Race Team                           | 100        | +29.3224       | 8        | 0                        | 28   |
| 7.      | 7  | Danica Patrick          | Andretti Autosport                        | 100        | +30.3360       | 21       | 0                        | 26   |
| 8.      | 2  | Raphael Matos           | Luczo Dragon Racing de Ferran Motorsports | 100        | +30.6695       | 23       | 3                        | 24   |
| 9.      | 67 | Graham Rahal            | Sarah Fisher Racing                       | 100        | +30.8426       | 16       | 0                        | 22   |
| 10.     | 11 | Tony Kanaan             | Andretti Autosport                        | 100        | +31.3508       | 2        | 0                        | 20   |
| 11.     | 37 | Ryan Hunter-Reay        | Andretti Autosport                        | 100        | +31.6286       | 7        | 0                        | 19   |
| 12.     | 26 | Marco Andretti          | Andretti Autosport                        | 100        | +32.1703       | 6        | 1                        | 18   |
| 13.     | 34 | Mario Romancini (R)     | Conquest Racing                           | 100        | +39.8086       | 18       | 0                        | 17   |
| 14.     | 06 | Hideki Mutoh            | Newman/Haas/Lanigan Racing                | 100        | +39.9949       | 12       | 0                        | 16   |
| 15.     | 14 | Vitor Meira             | A. J. Foyt Enterprises                    | 100        | +56.0593       | 17       | 12                       | 15   |
| 16.     | 78 | Simona de Silvestro (R) | HVM Racing                                | 99         | +1 Kör         | 14       | 0                        | 14   |
| 17.     | 8  | E. J. Viso              | KV Racing Technology                      | 97         | +3 Kör         | 9        | 1                        | 13   |
| 18.     | 9  | Scott Dixon             | Chip Ganassi Racing                       | 73         | Vezetői hiba   | 3        | 21                       | 12   |
| 19.     | 24 | Mike Conway             | Dreyer & Reinbold Racing                  | 64         | Vezetői hiba   | 10       | 0                        | 12   |
| 20.     | 4  | Dan Wheldon             | Panther Racing                            | 46         | Vezetői hiba   | 15       | 0                        | 12   |
| 21.     | 32 | Mario Moraes            | KV Racing Technology                      | 45         | Vezetői hiba   | 20       | 0                        | 12   |
| 22.     | 5  | Szató Takuma (R)        | KV Racing Technology                      | 24         | Vezetői hiba   | 11       | 0                        | 12   |
| 23.     | 19 | Alex Lloyd (R)          | Dale Coyne Racing                         | 14         | Vezetői hiba   | 22       | 0                        | 12   |
| 24.     | 18 | Milka Duno              | Dale Coyne Racing                         | 7          | Kiállt         | 24       | 0                        | 12   |

## Bajnokság állása a verseny után
Pilóták bajnoki állása
| Pozíció | Pilóta           | Pontok |
| ------- | ---------------- | ------ |
| 1       | Will Power       | 103    |
| 2       | Ryan Hunter-Reay | 59     |
|         | Justin Wilson    | 59     |
|         | Dario Franchitti | 59     |
| 5       | Raphael Matos    | 56     |